# کوکو جامبو
«کوکو جامبو» (به انگلیسی: Coco Jamboo) ترانه‌ای از گروه موسیقی یورودنسِ مستر پرزیدنت است که سال ۱۹۹۶ به عنوان تک‌آهنگی از آلبوم ما همین خورشید را می‌بینیم (We See the Same Sun) منتشر شد.
این تک‌آهنگ در چارت‌های سوئد، اتریش، سوئیس و مجارستان در رتبهٔ اول قرار گرفت.

## جدول‌های موسیقی
| جدول (۱۹۹۶–۱۹۹۷)                               | بهترین جایگاه |
| ---------------------------------------------- | ------------- |
| استرالیا (ای‌آرآی‌ای)                            | ۷             |
| اتریش (او۳ تاپ ۴۰ اتریش)                       | ۱             |
| بلژیک (اولتراتاپ ۵۰ فلاندرز)                   | ۱۱            |
| بلژیک (اولتراتاپ ۵۰ والونی)                    | ۱۷            |
| تک‌آهنگ‌های برتر کانادا (آرپی‌ام)                 | ۳۷            |
| دنس/اربان کانادا (آرپی‌ام)                      | ۱۵            |
| جمهوری چک (آی‌اف‌پی‌آی جمهوری چک)                 | ۱             |
| دانمارک (ترک‌لیسن)                              | ۴             |
| اروپا (۱۰۰ آهنگ داغ یوروچارت)                  | ۴             |
| فنلاند (جدول‌های رسمی فنلاند)                   | ۳             |
| فرانسه (اس‌ان‌ئی‌پی)                              | ۲۸            |
| آلمان (جدول‌های رسمی آلمان)                     | ۲             |
| مجارستان (ماهاس)                               | ۱             |
| ایسلند (۴۰ آهنگ برتر ایسلند)                   | ۲۴            |
| ایرلند (ایرما)                                 | ۳             |
| هلند (۴۰ آهنگ برتر)                            | ۲             |
| هلند (۱۰۰ تک‌آهنگ برتر)                         | ۳             |
| نیوزیلند (ریکوردد میوزیک ان‌زد)                 | ۹             |
| نروژ (وی‌جی-لیستا)                              | ۲             |
| اسکاتلند (اوسی‌سی)                              | ۹             |
| سوئد (فهرست برترین‌های سوئد)                    | ۱             |
| سوئیس (شوایزر هیت‌پاراد)                        | ۱             |
| تک‌آهنگ‌های بریتانیا (اوسی‌سی)                    | ۸             |
| موسیقی رقص بریتانیا (اوسی‌سی)                   | ۲۰            |
| تک‌آهنگ‌های بریتانیا (میوزیک اند میدیا)          | ۵             |
| بیلبورد هات ۱۰۰ ایالات متحده                   | ۲۱            |
| ترانه‌های باشگاه رقص ایالات متحده (بیلبورد)     | ۱۷            |
| ۴۰ آهنگ برتر جریان اصلی ایالات متحده (بیلبورد) | ۱۷            |
| ریتمیک ایالات متحده (بیلبورد)                  | ۲۶            |

| جدول (۱۹۹۶)                   | جایگاه |
| ----------------------------- | ------ |
| اتریش (او۳ تاپ ۴۰ اتریش)      | ۷      |
| بلژیک (اولتراتاپ ۵۰ فلاندرز)  | ۶۹     |
| بلژیک (اولتراتاپ ۵۰ والونی)   | ۹۴     |
| اروپا (۱۰۰ آهنگ داغ یوروچارت) | ۱۴     |
| فرانسه (اس‌ان‌ئی‌پی)             | ۹۱     |
| آلمان (جدول‌های رسمی آلمان)    | ۸      |
| هلند (۴۰ آهنگ برتر هلند)      | ۲۴     |
| هلند (۱۰۰ تک‌آهنگ برتر)        | ۲۶     |
| سوئد (فهرست برترین‌های سوئد)   | ۶      |
| سوئیس (شوایزر هیت‌پاراد)       | ۷      |

| جدول (۱۹۹۷)                       | جایگاه |
| --------------------------------- | ------ |
| استرالیا (ای‌آرآی‌ای)               | ۲۴     |
| نیوزیلند (موسیقی ضبط‌شده نیوزیلند) | ۲۴     |
| تک‌آهنگ‌های بریتانیا (اوسی‌سی)       | ۵۳     |
| ۱۰۰ آهنگ داغ بیلبورد ایالات متحده | ۹۲     |

| جدول (۱۹۹۸)         | جایگاه |
| ------------------- | ------ |
| استرالیا (ای‌آرآی‌ای) | ۸۶     |

## گواهینامه‌ها
| منطقه | گواهی  | واحد گواهی‌شده/فروش |
| --- | ------ | ------------------ |
| استرالیا (آی‌اف‌پی‌آی استرالیا)                                                                                   | پلاتین | ۷۰٬۰۰۰^            |
| اتریش (فونوگرافی اتریش)                                                                                        | طلا    | ۲۵٬۰۰۰*            |
| دانمارک (آی‌اف‌پی‌آی)                                                                                             | طلا    | ۴۵٬۰۰۰             |
| آلمان (بی‌وی‌ام‌آی)                                                                                               | پلاتین | ۵۰۰٬۰۰۰^           |
| نیوزیلند (آرآی‌ای‌ان‌زد)                                                                                          | طلا    | ۵٬۰۰۰*             |
| نروژ (آی‌اف‌پی‌آی نروژ)                                                                                           | پلاتین |                    |
| سوئد (گی‌ال‌اف)                                                                                                  | طلا    | ۲۵٬۰۰۰^            |
| سوئیس (آی‌اف‌پی‌آی سوئیس)                                                                                         | طلا    | ۲۵٬۰۰۰^            |
| بریتانیا (بی‌پی‌آی)                                                                                              | نقره   | ۲۰۰٬۰۰۰^           |
| * رقم فروش تنها بر پایهٔ گواهی‌ها. · ^ رقم توزیع تنها بر پایهٔ گواهی‌ها. · رقم فروش+پخش جاری تنها بر پایهٔ گواهی‌ها. |        |                    |